# Kōhei Tezuka
Kōhei Tezuka (手塚 康平 Tezuka Kōhei?, Tochigi, 6 de abril de 1996) es un futbolista japonés que juega como centrocampista en el Kashiwa Reysol de la J2 League.

## Trayectoria

### Clubes
| Club                 | País          | Año       |
| -------------------- | ------------- | --------- |
| Onehunga Sports      | Nueva Zelanda | 2015      |
| Kashiwa Reysol       | Japón         | 2016-2020 |
| Yokohama FC (cedido) | Japón         | 2020      |
| Yokohama FC          | Japón         | 2021-2022 |
| Sagan Tosu           | Japón         | 2022-2024 |
| Kashiwa Reysol       | Japón         | 2024-     |